# Parolsenella catena
Parolsenella catena es una especie de bacteria grampositiva del género Parolsenella. Fue descrita en el año 2018, es la especie tipo. Su etimología hace referencia a cadena. Es anaerobia estricta e inmóvil. Tiene un tamaño de 0,8-1,5 μm de ancho por 2,4-2,8 μm de largo. Suele formar cadenas irregulares. Forma colonias circulares, enteras, lisas, mates, con forma de cráter y de color gris-blanco tras 4 días de incubación. Temperatura de crecimiento entre 30-45 °C, óptima de 37 °C. Catalasa y oxidasa negativas. Es sensible a  los antibióticos: amoxicilina, bacitracina, cloranfenicol, eritromicina, gentamicina, kanamicina, neomicina, penicilina y vancomicina. Tiene un contenido de G+C de 68,4%. Se ha aislado de heces humanas de una persona sana en Japón. 